# TM EN
Le TM EN sono in realtà le motociclette da enduro della TM Racing che dalla stessa ditta vengono preparate per l'enduro europeo.
Lo stesso accade per le versioni 4 tempi che dal 2001 sono le uniche ad essere prodotte 250, 450 e 530 cm³ con il nome di TM EN-F.
Le moto vengono omologate con un nuovo impianto elettrico in grado di fornire energia alle luci e al clacson tramite un alternatore aggiuntivo d'aggiungere al primo, poi viene sostituito lo scarico non catalitico con uno che rispetti le norme antinquinamento, la ruota posteriore passa da 19 pollici a 18, inoltre il 125 passa da 5 a 6 marce.